# José Antonio Artigas Sanz
José Antonio Artigas Sanz (Cariñena, Zaragoza 14 de junio de 1887 - Madrid, on 4 de marzo de 1977) fue un ingeniero español que contribuyó a la estandarización de la terminología en el campo de la ingeniería eléctrica.

## Biografía
Obtuvo su doctorado en ingeniería en 1907 y se convirtió en miembro de la Real Academia de Ciencias Exactas, Físicas y Naturales. Incluso antes de graduarse había utilizado gases nobles para crear luminiscencia por primera vez e instaló un sistema que mejoraba el rendimiento de iluminación incandescente.
Cuándo la Comisión Permanente española para la Electricidad fue establecida en 1912 para representar a España ante la Comisión Electrotécnica Internacional (IEC), Artigas fue nombrado presidente del comité español, cargo que mantuvo toda su vida. Durante este periodo, el comité técnico del IEC empezó a trabajar en una nomenclatura en la que Artigas tuvo una contribución importante y que fue publicada como  "International Electrotechnical Vocabulary". Contenía el 2.000 términos divididos en 14 grupos y fue completada en 1938. 
En 1952 la rama española del Comité, bajo su dirección, preparó la versión en lengua española del vocabulario, así como una versión especial para instituciones de Latinoamérica, conteniendo definiciones en español y traducciones a francés, inglés, alemán e italiano. Fue nombrado Presidente Honorario del IEC en el consejo celebrado en Madrid en 1959. Su trabajo con varias organizaciones internacionales logró la unaminidad para el uso del término español para la intensidad lumínica (candela). 
Además de su trabajo en ingeniería eléctrica,  ayudó en el establecimiento de la industria del cristal para aplicaciones ópticas en España y en América del Norte. Logró junto con un colega, fabricar un bloque de cristal de 23 toneladas completamente libre de imperfecciones para el Observatorio Palomar.

## Honores

### Cargos
- Miembro del American Institute of Electrical Engineers.
- Presidente Honorario del IEC (Comisión Electrotécnica Internacional)

### Honores
- Cruz magnífica de la Orden de Isabel la Católica.
- Gentilhombre de cámara con ejercicio de Alfonso XIII de España.
- Doctor honoris causa de la Universidad de París.